# Далёкое (Харьковская область)
Далёкое (укр. Далеке), село,
Радгосповский сельский совет,
Близнюковский район,
Харьковская область.
Код КОАТУУ — 6320685103. Население по переписи 2001 г. составляет 182 (90/92 м/ж) человека.

## Географическое положение
Село Далёкое - самый южный населенный пункт Харьковской области.
Находится в месте слияния балок Журавка и Корсиковская
в семи км от села Вишнёвое.

## История
- 1928 — дата основания.

## Экономика
- В селе есть молочно-товарная ферма.

## Культура
- Школа.
- Клуб.

## Достопримечательности
- Братская могила советских воинов. Похоронены 23 павших воина.

## Известные люди
- Бобрышева, Людмила Викторовна — почетное звание «Мать-героиня»